# Жанаталап (Жалагаський район)
Жанатала́п (каз. Жаңаталап) — село у складі Жалагаського району Кизилординської області Казахстану. Адміністративний центр та єдиний населений пункт Жанаталапського сільського округу.
Населення — 817 осіб (2021; 891 у 2009, 875 у 1999, 909 у 1989).